# فوجیوارا نو ناگاته
فوجیوارا نو ناگاته ((به ژاپنی: 藤原永手 Fujiwara no Nagate)؛ ۷۱۴ – ۱۱ مارس ۷۷۱) یک اشراف درباری کوگیو اهل ژاپن بود. او دومین پسر فوجیوارا نو فوساساکی بنیانگذار هوکه (فوجیوارا) بود. همسر او اونو نو آزومابیتو نام داشت.